# Diamond Tour
Il Diamond Tour è una corsa in linea femminile di ciclismo su strada che si svolge nella Provincia di Anversa, in Belgio. È inserita nel Calendario internazionale femminile UCI.

## Albo d'oro
Aggiornato all'edizione 2024.
| Anno | Vincitrice          | Seconda               | Terza                 |
| ---- | ------------------- | --------------------- | --------------------- |
| 2014 | Jolien D'Hoore      | Beatrice Bartelloni   | Kelly Druyts          |
| 2015 | Jolien D'Hoore      | Kelly Druyts          | Lisa Brennauer        |
| 2016 | Jolien D'Hoore      | Christine Majerus     | Monique van de Ree    |
| 2017 | Nina Kessler        | Monique van de Ree    | Chiara Consonni       |
| 2018 | Janine van der Meer | Kathrin Schweinberger | Chiara Consonni       |
| 2019 | Lorena Wiebes       | Elisa Balsamo         | Lotte Kopecky         |
| 2021 | Lorena Wiebes       | Chiara Consonni       | Amber van der Hulst   |
| 2022 | Chiara Consonni     | Marthe Truyen         | Georgia Danford       |
| 2023 | Julie De Wilde      | Kathrin Schweinberger | Katrijn De Clercq     |
| 2024 | Chiara Consonni     | Anniina Ahtosalo      | Kathrin Schweinberger |